# 한중군
한중군(漢中郡)은 진나라에서 설치한 중국의 옛 군이다. 군의 이름은 이 군을 지나는 한수에서 유래했다. 한수 유역에 설치된 군이었기 때문에 한중이 지역내에서는 한천(漢川)으로도 불렸다.

## 진
파나라와 촉나라에 인접한 지역으로 진나라가 파나라와 촉나라를 정복한 이후 기원전 312년에 초나라를 공격해 한중을 빼앗고 군을 설치했다. 치소는 남정현(지금의 한중 시)으로, 이곳은 서주가 망할 무렵 정 환공이 전사하면서 본국이 지금의 섬서성 화현 지역이던 정나라 백성 일부가 이곳으로 달아난 데서 이름이 유래했다. 속현은 한중·서성(西成)·성고(成固)·상용(上庸)·양(鍚)·운양(鄖陽)·방릉(房陵)·저(沮)·순양(旬陽)·안양(安陽)·장리(長利)·무릉(武陵)이 있다.

## 전한
기원전 206년 항우가 진나라를 멸하고 18제후왕을 세우면서 유방을 한왕으로 세우고 이 군을 파군·촉군과 함께 주었으며 나라 이름을 한(漢)으로 했고 서울도 이 군의 남정현에 두었다. 곧 한 왕조의 이름은 이 군에서 나온 것이다. 항우는 원래 파군과 촉군만을 주려 했으나 장량이 항백을 움직여 한중까지도 받아낸 것이다. 고제가 기원전 205년에 옹·새·적 삼진을 정복하면서 남정에서 옛 새나라의 약양으로 수도를 옮겼다.
무제가 자사를 두면서 익주자사부에 속했다. 원시 2년(2년)의 인구조사에 따르면 101,570호, 300,614명이 있었다. 아래의 속현 목록은 한서 지리지의 순서를 따른 것으로, 원연·수화 연간(기원전 8년)의 현황으로 여겨진다.
| 이름 | 한자 | 대략적 위치              | 비고 |
| ---- | ---- | ------------------------ | --- |
| 서성 | 西城 | 안캉시 서                | |
| 순양 | 旬陽 | 안캉시 쉰양현            | 북산(北山)에서 순수{旬水: 지금의 쉰허(중국어: 洵河) 강}가 나와 남으로 면수로 들어간다. |
| 남정 | 南鄭 | 한중시                   | 한산(旱山)에서 지수(池水)가 나와 동으로 한수로 들어간다. |
| 포중 | 襃中 | 한중시 몐현 동           | 도위가 한양향(漢陽鄕)에서 다스린다. |
| 방릉 | 房陵 | 스옌시 팡현              | 유산(淮山)에서 유수(淮水)가 나와 동으로 중려(中廬)에서 면수로 들어간다. 또 축수(筑水)가 동으로 축양(筑陽)에 이르러 면수로 들어간다. 동산에서 저수(沮水)가 나와 동으로 남군(南郡)의 영(郢)에 이르러 강수로 들어가니, 7백 리를 간다. |
| 안양 | 安陽 | 한중시 청구현·양현 북부? | 잠곡수(鬵谷水)가 남서에서 나와 북으로 한수로 들어간다. 재곡수(在谷水)가 북에서 나와 남으로 한수로 들어간다. |
| 성고 | 成固 | 한중시 청구현            | |
| 면양 | 沔陽 | 한중시 몐현              | 철관이 있다. 응소에 따르면 면수가 무도에서 나와 남동으로 강수로 들어간다. |
| 양   | 鍚   | 안캉시 바이허현 동       | |
| 무릉 | 武陵 | 스옌시 주시현 동         | |
| 상용 | 上庸 | 스옌시 주산현 남서       | |
| 장리 | 長利 | 스옌시 윈시현 남서       | 운관(鄖關)이 있다. |

## 신
군의 이름을 신성군(新成郡)으로 고치고 다음 현의 이름을 고쳤다.
| 한 | 신         |
| -- | ---------- |
| 양 | 양치(鍚治) |

## 후한
현한에서는 유가(劉嘉)에게 왕국으로 봉했으나, 유가의 수하에 있던 연잠(延岑)이 반란을 일으켜 유가를 쫓아내고 무안왕을 자칭해 연잠의 세력권으로 들어왔다. 연잠이 무도군으로 진격했으나 유가에게 진 틈을 타 공손술이 장악했다. 공손술이 망하면서 후한에 속했다.
9현 57,344호 267,402명을 거느렸다. 군전역이 후한말 방릉일대의 방릉군, 상용의 상용군, 그리고 서성군이 신설되었고 한중일대는 장로가 장악했다. 유비의 입촉이후 익주를 장악한 유비휘하에 있었지만 상용을 지켰던 맹달이 조위로 투항하면서 군의 동부지역에 위흥군이 신설되고 조위의 형주로 넘어갔다. 조위는 한중을 취하기 위해 조홍과 장합을 투입했으나 장비, 위연, 마초, 오란, 뇌동휘하의 촉군에 패하고 한중을 취하는데 실패했다.
| 현명   | 한자   | 대략적 위치              | 비고 |
| ------ | ------ | ------------------------ | --- |
| 남정현 | 南鄭縣 | 한중 시                  | 한중 전투가 발발했다. |
| 성고현 | 成固縣 | 한중 시 청구현           | |
| 서성현 | 西城縣 | 안캉시 서                | 서성군의 치소가 있었다. 맹달이 조위로 투항하면서 같이 조위로 넘어갔다. |
| 포중현 | 襃中縣 | 한중시 몐현 동           | |
| 면양현 | 沔陽縣 | 한중시 몐현              | |
| 안양현 | 安陽縣 | 한중시 청구현·양현 북부? | 서성군의 치소가 있었다. 맹달이 조위로 투항하면서 같이 조위로 넘어갔다. |
| 양현   | 鍚縣   | 안캉시 바이허현 동       | 건안 20년(AD 215) 음력 7월, 에 설치된 상용군의 속현이었다. 이후, 연강 원년(AD 220) 7월, 촉에서 자신의 부곡 4천여 가를 이끌고 위로 투항한 맹달을 위해, 상용(上庸), 방릉(房陵), 서성(西城)의 3군을 묶어 신성군(新城郡)을 만들고 그를 태수로 삼았다. 위(魏) 태화 2년(AD 228) 정월, 신성군에서 양(鍚)을 떼어 양군(鍚郡)을 설치하고 상용(上庸)·무릉(武陵)·무(巫) 3현을 떼어 다시 상용군(上庸郡)을 설치했다. 태화 4년(AD 230) 2월, 상용군을 덜어서 양군에 편입했다. 경초(景初) 원년(AD 237) 여름 5월, 양군(鍚郡)의 상용(上庸)·안부(安富)와 위흥군(魏興郡)의 위양현(魏陽縣)을 떼어, 또 다시 상용군(上庸郡)을 설치한 후, 나머지 양군 전체를 위흥군에 편입시켰다. |
| 상용현 | 上庸縣 | 스옌시 주산현 남서       | 괴기(蒯祺)를 죽인 맹달이 장악했다. |
| 방릉현 | 房陵縣 | 스옌시 팡현              | 후한말 신설된 방릉군의 치소가 있던 곳이다. 219년(건안 24년) 맹달이 방릉태수 괴기를 이곳에서 죽였다. |

## 촉한
무도군, 음평군과 함께 촉한의 최북단에 있던 군이었기 때문에 제갈량의 북벌, 강유의 북벌시기 북벌을 위한 전초기지가 되었다. 이로 인해 조위와 촉한의 국경분쟁이 빈발했다.
| 현명   | 한자   | 대략적 위치    | 비고                                         |
| ------ | ------ | -------------- | -------------------------------------------- |
| 남정현 | 南鄭縣 | 변화없음       |                                              |
| 면양현 | 沔陽縣 | 변화없음       | 229년(건흥 7년) 한성현(漢城縣)으로 개명했다. |
| 성고현 | 成固縣 | 변화없음       |                                              |
| 포중현 | 襃中縣 | 변화없음       |                                              |
| 남향현 | 南鄕縣 | 한중 시 시샹현 |                                              |

## 서진
263년 촉한의 멸망이후 조위는 익주의 북동부지역에 양주를 신설했는데, 한중군은 이때 양주로 소속이 이관되었다. 서진 혜제시기 과거 한중군에 속했던 위흥군, 신성군, 그리고 상용군이 양주로 옮겨졌다. 8현 15,000호를 거느렸다. 영가의 난이후 성한이 파촉지방을 점령하면서 성한의 땅으로 편입되었다.
| 현명   | 한자   | 대략적 위치                                              | 비고                                        |
| ------ | ------ | -------------------------------------------------------- | ------------------------------------------- |
| 남정현 | 南鄭縣 |                                                          |                                             |
| 포지현 | 蒲池縣 | 한중 시 포핑현과 안캉 시 닝산현 사이                     | 황금현에서 분리신설되었다.                  |
| 포중현 | 襃中縣 |                                                          | 진서에서는 포중현(褒中縣)으로 기록되어있다. |
| 면양현 | 沔陽縣 | 서진건국이후 본래의 이름으로 돌아왔다.                   |                                             |
| 성고현 | 成固縣 |                                                          |                                             |
| 서향현 | 西鄕縣 | 281년(태강 2년)에 남향현에서 지금의 이름으로 개명되었다. |                                             |
| 황금현 | 黃金縣 | 한중 시 양 현 동남 금수진(金水镇)                        |                                             |
| 흥도현 | 興道縣 |                                                          |                                             |

## 남조
347년(동진 목제 영화 3년), 환온이 성한을 멸망시키며 동진의 관할지로 편입되었다. 373년(동진 효무제 영강 원년), 전진이 파촉을 재점령하면서 전진이 차지하게 되었으나 비수대전에서 참패를 겪은 전진이 몰락한 틈을 타 동진이 다시 통치하게 되었다. 390년(태원 15년) 양주자사 주경표가 자사부를 두며 양주의 속군이 되었다. 무도군지역을 통치했던 저족국가 구지와 인접했기 때문에 구지와 동진 및 유송과의 교류가 이뤄지기도 했다. 유송대 한중군은 4현 1,786호 10,334명을 거느렸다.
| 현명   | 한자   | 종류       | 비고 |
| ------ | ------ | ---------- | ---- |
| 남정현 | 南鄭縣 | 현령(縣令) |      |
| 성고현 | 成固縣 | 현령(縣令) |      |
| 면양현 | 沔陽縣 | 현령(縣令) |      |
| 서향현 | 西鄕縣 | 현령(縣令) |      |

## 남제
서상용현(西上庸縣)을 본군의 속현으로 삼았다.

## 북주, 수
수나라에서는 개황초 양주(梁州)를 서치했고 대업초 한천군(漢川郡)으로 개명했다. 8현 11,918호를 거느렸다.
| 현명   | 한자   | 대략적 위치                     | 비고 |
| ------ | ------ | ------------------------------- | --- |
| 남정현 | 南鄭縣 | 한중 시                         | 서위의 현인 백운현(白雲縣)을 통폐합했다. 황우산(黃牛山)과 용강산(龍岡山)이 있다.                                                                                                   |
| 서현   | 西縣   | 한중 시 몐 현 무후진일대        | 대업초 적총현(勣塚縣)에서 서현으로 개명되었다. 관관, 정군산, 백뢰산(白牢山), 가정산(街亭山), 파총산(嶓塚山)이 있다. 한수가 있다.                                                   |
| 포성현 | 褒城縣 | 한중 시 한타이 구 종영진 서     | 개황초 포내현(褒內縣)으로 불렸으나 인수 9년에 지금의 이름으로 개명했다. 관관과 여랑산(女郞山)이 있다.                                                                              |
| 성고현 | 城固縣 | 한중 시 청구 현                 | |
| 흥세현 | 興勢縣 | 한중 시 양 현                   | 개황초 당성군(儻城郡)을 폐지하면서 일반 현으로 격하되었다. |
| 서향현 | 西鄕縣 | 한중 시 시샹 현                 | 양주(洋州)와 양천군(洋川郡)이 있었으나 주와 군은 각각 대업초, 개황초에 폐지되었다. 대업초 풍녕현(豐寧縣)에서 서향현으로 개명되었다. 북주때 회창현을 통폐합했다. 양수(洋水)가 있다. |
| 황금현 | 黃金縣 | 한중 시 양 현 금수진 고소촌일대 | |
| 난강현 | 難江縣 | 바중 시 난장 현                 | 북주에서 집주(集州)와 평상군(平桑郡)을 두었으나 군은 개황초에 폐지되었고 주는 대업초에 폐지되었다.                                                                                 |

## 군수·태수

### 전한
- 장앙(무제 시기)
- 평전(平戩): 평당의 할아버지다.[17]
- 왕상(? ~ 기원전 27년)